# Болотное тело из Виндеби

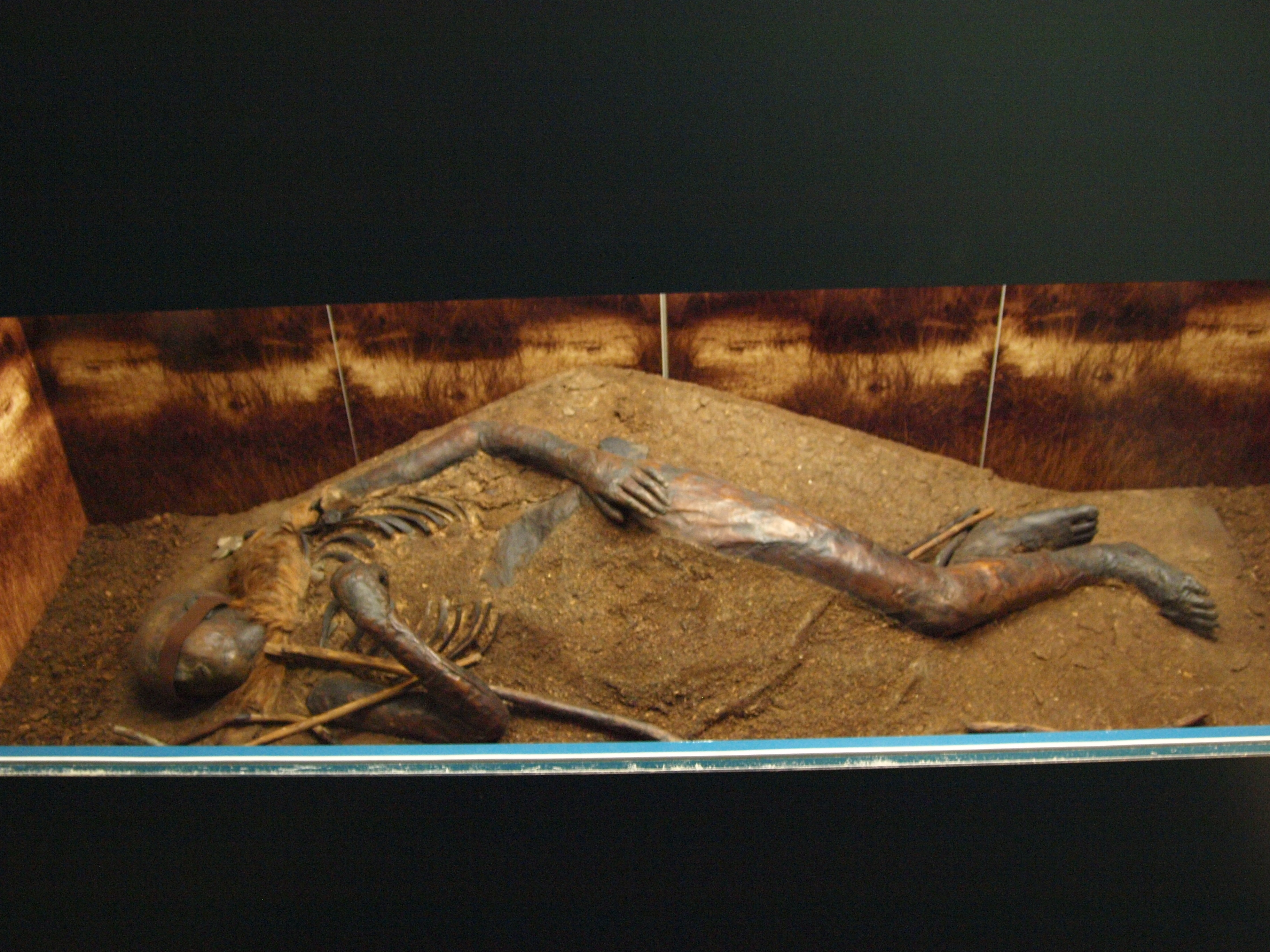
Windeby I

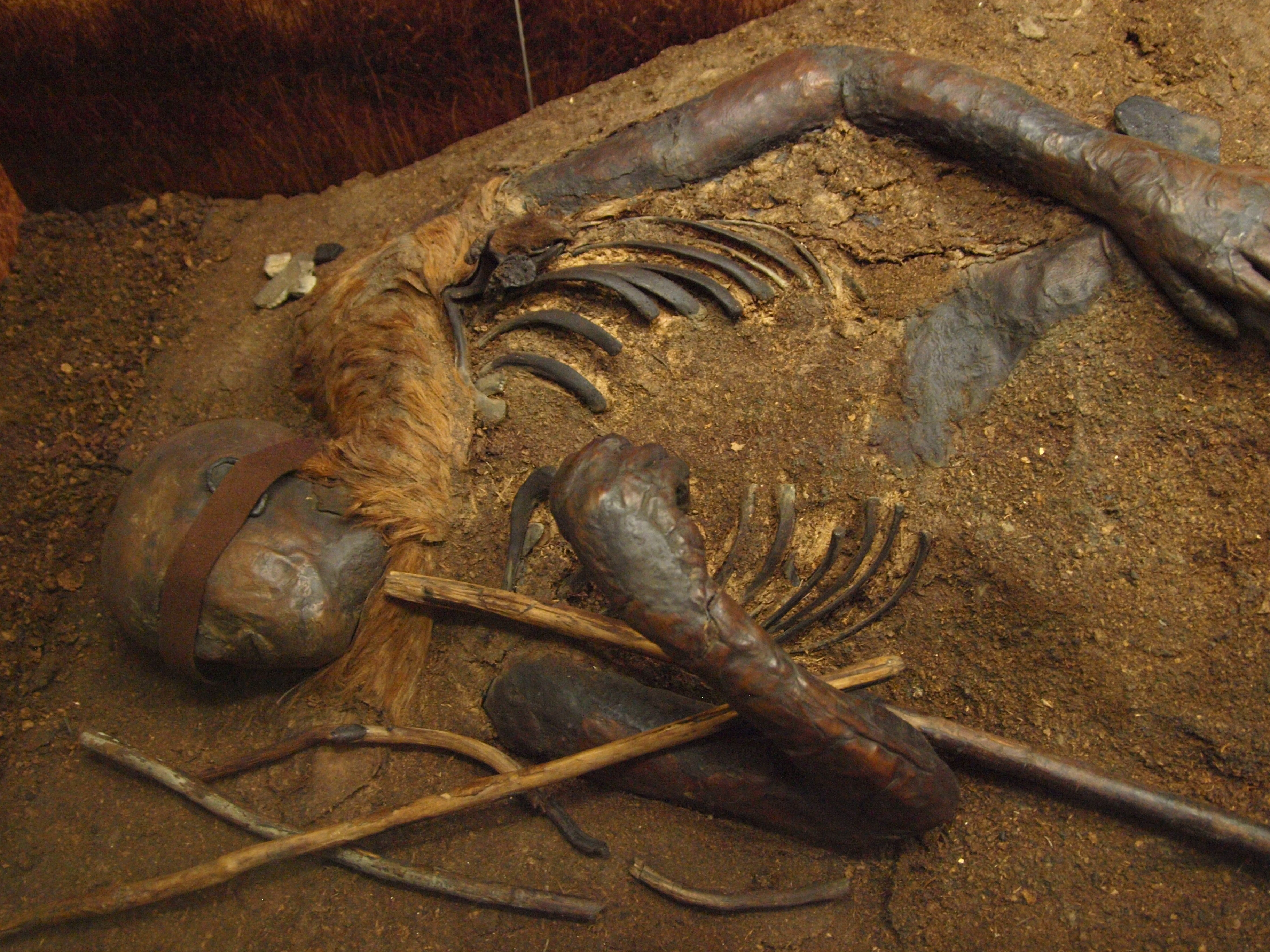

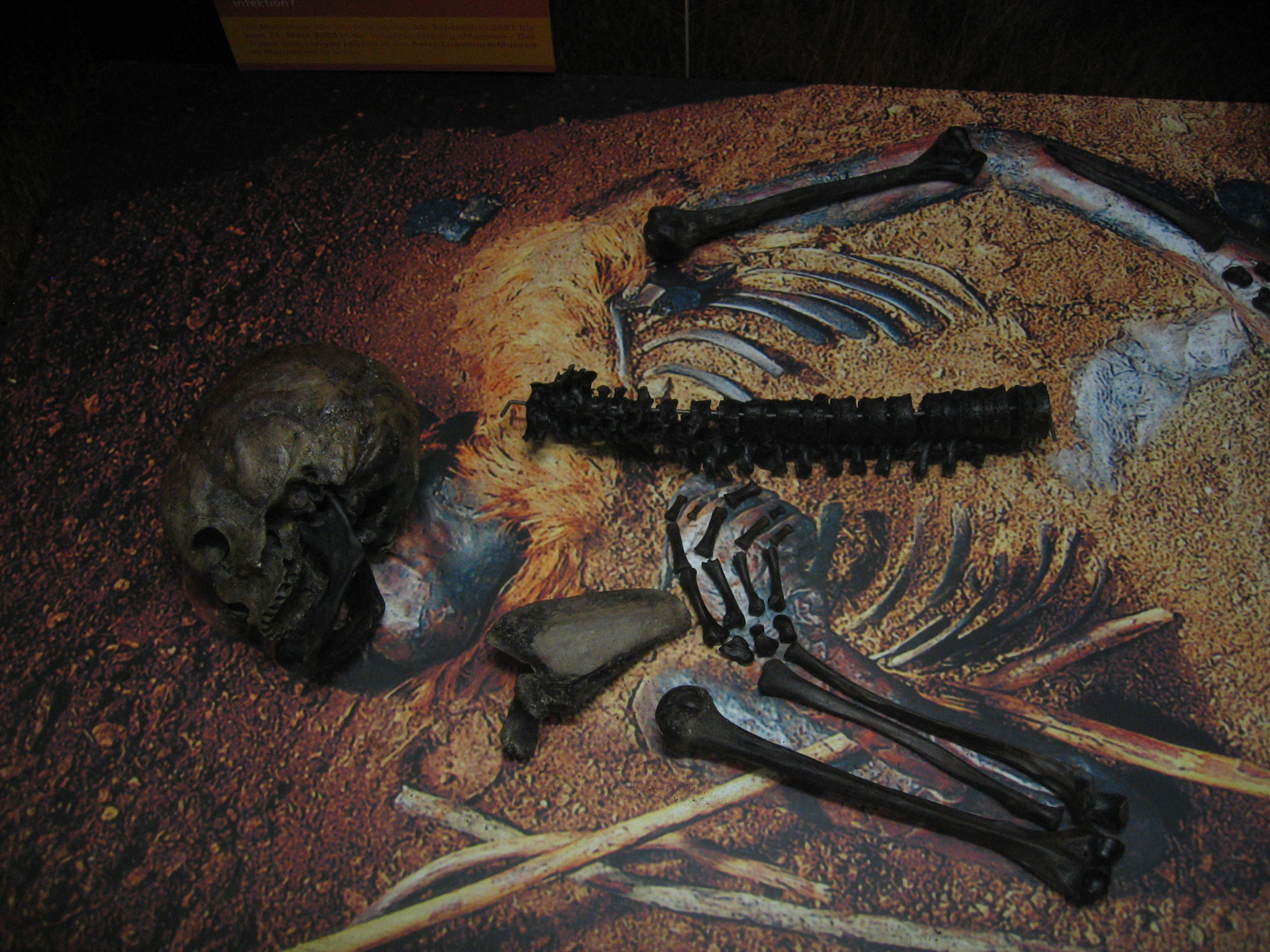

Болотное тело из Виндеби (нем. Moorleiche von Windeby) — такое название получило хорошо сохранившееся тело подростка, обнаруженного в торфяном болоте на севере Германии. Ранее считалось, что труп принадлежал девочке, поэтому на протяжении долгого времени находку называли «девочка из Виндеби» (нем. Mädchen von Windeby).

## Описание
Тело нашли в 1952 году рабочие, занятые на торфяных разработках близ посёлка Виндеби в земле Шлезвиг-Гольштейн. О находке оповестили учёных, которые извлекли труп из трясины и приступили к исследованиям. С помощью споро-пыльцевого анализа было установлено, что подросток умер в железном веке в возрасте 14 лет. В 2002 году с помощью радиоуглеродного анализа время его смерти было более точно датировано — между 41 и 118 годами н. э. Рентгенограммы показали наличие дефектов на костях голени (линии Гарриса), что свидетельствует об истощении и, как следствие, нарушении роста. Соответственно, смерть могла наступить от голода. При первом изучении был неверно установлен пол подростка — тонкая структура скелета позволила предположить, что труп принадлежал девочке. Однако последние исследования не исключают, что он мог принадлежать и мальчику.
Тем не менее некоторые ученые считают, что подросток из Виндеби был убит. В пользу этого предположения говорит наполовину обритая голова трупа, повязка на глазах и пальцы руки, сложенные в фигу — жест с сексуальным подтекстом. Ранее, когда считалось, что труп принадлежал девочке, бытовала версия, что её бросили в болото в наказание за супружескую измену, — особенно после того, как в том же болоте было обнаружено тело взрослого мужчины, якобы причастного к её проступку (недавние исследования доказали, что он скончался на три столетия раньше). Впервые сомнения в том, что девочка была убита за супружескую неверность, были высказаны в 1979 году. Затем, в 1998 году, археолог Михаэль Гебюр предположил, что повязка на глазах могла просто сползти со лба, а пальцы руки были намеренно кем-то сложены в фигу при извлечении тела, чтобы ввести учёных в заблуждение. Кроме того, непристойный подтекст этого жеста появился только в Средневековье.
В настоящее время тело подростка из Виндеби находится в экспозиции музея замка Готторф в Шлезвиге.